# Echinolittorina peregrinator
Echinolittorina peregrinator is een slakkensoort uit de familie van de Littorinidae. De wetenschappelijke naam van de soort is voor het eerst geldig gepubliceerd in 2011 door Reid.